# Candice Brus
Candice Brus (Ottignies-Louvain-la-Neuve, 12 settembre 1976) è un'ex cestista belga.

## Carriera
Con il Belgio ha disputato i Campionati europei del 2003.